# Viminal
| \| \| |
| Localisation du Viminal sur une carte topographique simplifiée de la ville de Rome antique avec, à titre indicatif, les empreintes des principaux monuments et les tracés des murs servien et aurélien. |
| |

Le Viminal (en latin : Viminalis Collis), situé entre le Quirinal au nord et l'Esquilin au sud, est une des deux plus petites des sept collines de Rome avec le Capitole.
Pour un article plus général, voir Sept collines de Rome.

## Description
La colline se prolonge à l'est et rejoint l'Esquilin. Il est séparé du Cispius au sud-est par la vallée traversée par le Vicus Patricius et du Quirinal au nord-ouest par une autre dépression. C'est un relief long d'environ 700 mètres qui culmine à 56 mètres.

## Origine du nom
Le nom de la colline dérive du latin vimen, qui signifie « osier », du fait de la présence de saules des vanniers (Salix viminalis) sur ses pentes.

## Histoire
À l'origine, la colline ne fait pas partie des Septem montes. Le Viminal forme un relief distinct de l'ensemble dont le Palatin occupe le centre et qui constitue le cœur de la ville de Rome primitive. La colline est occupée par un village qui est encore indépendant au VIIIe siècle av. J.-C. et dont les habitants, les Vimi(ni)tellarii, sont cités dans la liste des trente peuples latins (nomen Latinum) admis aux Féries latines d'Albe-la-Longue. Selon Tite-Live, la colline ne fait partie de la ville de Rome que depuis le VIe siècle av. J.-C., alors qu'elle est intégrée dans le tracé de l'enceinte du roi Servius Tullius.
Le Viminal est inclus dans la Regio VI Alta Semita lors de la réorganisation de l'administration de la ville entreprise par Auguste. Cette colline est la moins importante des sept collines de Rome, peu de monuments y sont édifiés. L'empereur Dioclétien y fait néanmoins construire les plus grands thermes de Rome.
Au début du XXe siècle est construit le palais du Viminal (Palazzo del Viminale), siège depuis 1925 du Ministère italien de l'Intérieur.

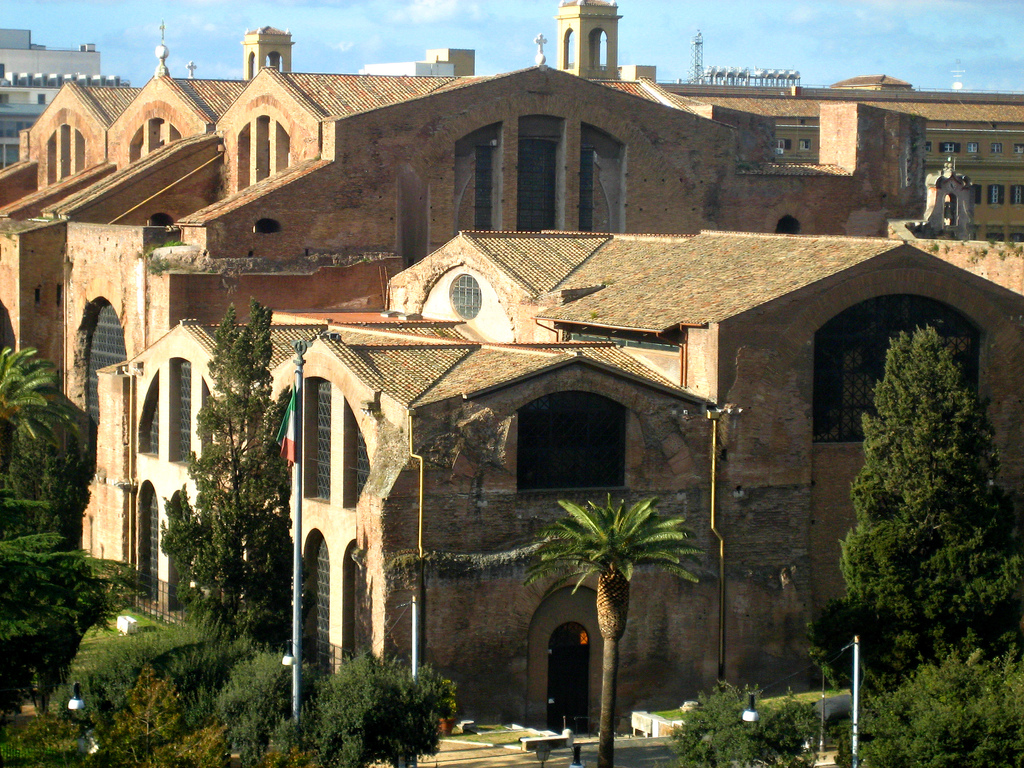
Les thermes de Dioclétien, sur le Viminal.
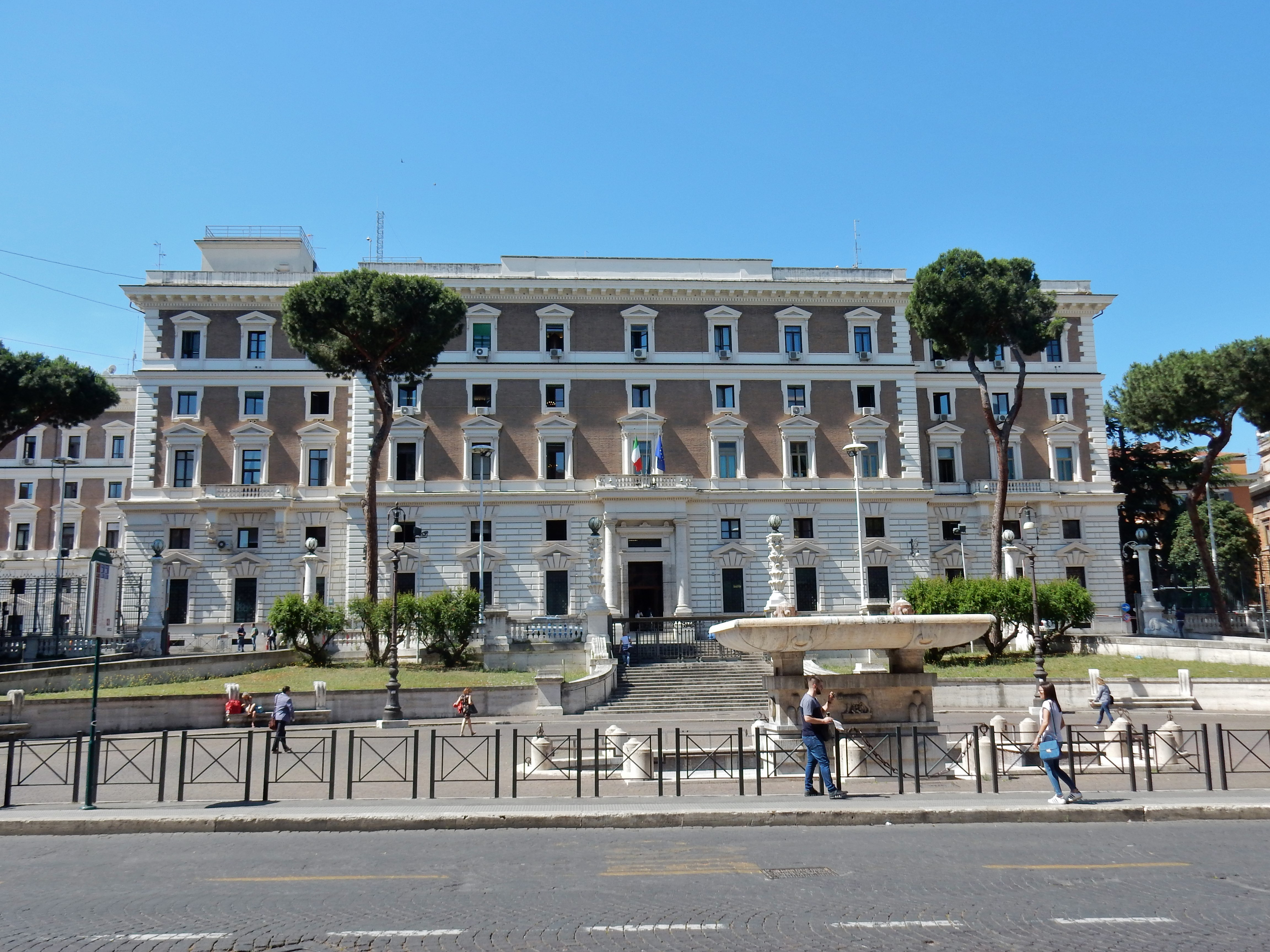
Le palais du Viminal.